# Янув (Отвоцький повіт)
Янув (пол. Janów) — село в Польщі, у гміні Карчев Отвоцького повіту Мазовецького воєводства.
Населення — 263 особи (2011).
У 1975-1998 роках село належало до Варшавського воєводства.

## Демографія
Демографічна структура станом на 31 березня 2011 року:
|          | Загалом | Допрацездатний вік | Працездатний вік | Постпрацездатний вік |
| -------- | ------- | ------------------ | ---------------- | -------------------- |
| Чоловіки | 136     | 35                 | 86               | 15                   |
| Жінки    | 127     | 22                 | 78               | 27                   |
| Разом    | 263     | 57                 | 164              | 42                   |